# Jeromonah
Jeromonah je u pravoslavlju monah koji je zaređen (rukopoložen) za svećenika. To je prvi stupanj tj. čin što ga monah prima na rukopoloženju nakon đakonskog čina. Samo jeromonah može biti rukopoložen za episkopa, dok to ostalim svećenicima nije moguće.
Naziv dolazi od grčkog izraza ἱερεύς (hiereus) koji znači „svećenik“ i riječi „monah“.